# Haley Nemra
Haley Nicole Nemra (* 4. Oktober 1989 in Seattle, Washington, USA) ist eine Leichtathletin, die international für die Marshallinseln startet. Ihre bevorzugte Disziplin ist der 800-Meter-Lauf.
Nemras Vater stammt von den Marshallinseln, sie selbst wuchs jedoch in Marysville im US-Bundesstaat Washington auf. Erst im Jahr 2007 erhielt sie die Staatsbürgerschaft der Marshallinseln und konnte so den pazifischen Inselstaat bei den Olympischen Spielen 2008 in Peking vertreten. Über 800 m lief sie mit 2:18,83 die 37. Zeit im Vorlauf.
2008 begann Haley Nemra ein Studium an der University of San Francisco und lief in der Leichtathletik-Mannschaft. Dort zog sie sich eine Verletzung der Achillessehne zu und musste sich 2010 einer Operation unterziehen. Dadurch konnte sie zwar keine Qualifikationszeit erzielen, erhielt aber einen Quotenplatz für die Olympischen Sommerspiele 2012 in London. Haley Nemra war bei der Eröffnungsfeier Flaggenträgerin der Marshallinseln. Im Vorlauf über 800 m lief sie mit 2:14,90 knapp vier Sekunden schneller als vier Jahre zuvor in Peking.